# Pilimini
Pilimini est une ville et une sous-préfecture de Guinée, rattachée à la préfecture de Koubia et la région de Labé. Situé à 32 km au Nord est de labé. 

## Population
En 2016, le nombre d'habitants est estimé à 23 441, à partir d'une extrapolation officielle du recensement de 2014 qui en avait dénombré 15 515.

## Villages
- Kossiré

## Personnalités liées à Pilimini
- Siradjou Diallo, homme politique

- Aminata Pilimini Diallo,  journaliste et militante
- Diariatou Diallo, journaliste et militante